# Commentrya traquairi
Commentrya traquairi è un pesce osseo estinto, appartenente agli attinotterigi. Visse nel Carbonifero superiore (circa 303 - 299 milioni di anni fa) e i suoi resti fossili sono stati ritrovati in Europa.

## Descrizione
Questo pesce era di piccole dimensioni e non doveva superare i 20 centimetri di lunghezza. Era dotato di un corpo fusiforme e relativamente massiccio, con una pinna dorsale relativamente piccola e posta nella parte posteriore del corpo; la pinna anale, più grande, era posta al di sotto di quella caudale, mentre le pinne pettorali erano anch'esse relativamente piccole. Il muso era smussato e breve, gli occhi molto grandi e la bocca ampia. 
Commentrya era caratterizzato da un tetto cranico dotato di un piccolo osso parietale mediano, compreso tra due paia di parietali laterali simmetrici, da ossa dermosfenotiche di piccole dimensioni e dall'osso mascellare allungato in avanti e poco elevato posteriormente. Il suspensorium era abbastanza obliquo, mentre i denti erano conici e appuntiti, con un'alternanza tra grandi e piccoli. Le pinne erano dotate di grossi fulcri sui margini anteriori; la pinna caudale era eterocerca e non vi era una distinzione del lobo epicordale. Le scaglie erano seghettate posteriormente. 

## Classificazione
Commentrya è un rappresentante arcaico degli attinotterigi e non gode di una posizione sistematica ben definita. In generale, Commentrya è spesso avvicinato ad altre forme carbonifere come Aetheretmon ed Elonichthys, ma anche a forme devoniane come Howqualepis e Mimipiscis. 
Commentrya traquairi venne descritto per la prima volta da Sauvage nel 1888, sulla base di resti fossili ritrovati in terreni risalenti alla fine del Carbonifero a Commentry, in Francia. 